# Santa Maria d’Oló
Santa Maria d’Oló ist ein Ort und eine Gemeinde (municipi) mit 1.077 Einwohnern (Stand: 2024) in der Comarca Moianès in der Provinz Barcelona in der Autonomen Region Katalonien. Zur Gemeinde gehören auch die Ortschaften La Frau, El Pla de Gassetes, Raval de Santa Eulàlia, Raval de la Rovirola, Sant Feliuet de Terrassola, Sant Joan d’Oló und Sant Vicenç de Vilarassau, von denen die meisten jedoch nur noch wenige Einwohner haben.

## Lage
Der Ort Santa Maria d’Oló liegt auf einer etwa 550 Meter hohen Erhebung in der Kultur- und Weinlandschaft Pla de Bages. Die Städte Barcelona und Manresa liegen etwa 90 Kilometer (Fahrtstrecke) südlich bzw. etwa 30 Kilometer südwestlich.

## Bevölkerungsentwicklung
| Jahr      | 1960  | 1970  | 1981  | 1990  | 2000  | 2008  |
| Einwohner | 1.226 | 1.173 | 1.089 | 1.047 | 1.006 | 1.089 |

Seit der zweiten Hälfte des 19. Jahrhunderts ist die Einwohnerzahl – trotz der fortschreitenden Mechanisierung der Landwirtschaft – relativ konstant geblieben.

## Wirtschaft
Früher lebten die Einwohner hauptsächlich als Selbstversorger von der Landwirtschaft, zu der auch der Anbau von Wein und Oliven sowie die Haltung von Vieh (v. a. Schweine) gehörte. Weite Teile des Gemeindegebietes sind bewaldet und so spielen Forstwirtschaft und Wandertourismus ebenfalls eine bedeutsame Rolle. Zwei im Ort ansässige Textilmanufakturen wurden Mitte des 20. Jahrhunderts geschlossen.

## Geschichte
Aus iberischer, römischer, westgotischer und islamischer Zeit sind bislang keine Funde gemacht worden. Im 9. und 10. Jahrhundert wurde das Gebiet durch die Grafen von Barcelona aus den Händen des Islam zurückerobert (reconquista), wiederbesiedelt (repoblación) und mit Burgen (castells) gesichert. Zwei heute kaum noch wahrnehmbare Burgen aus dem 10. Jahrhundert standen lange Zeit unter der Kontrolle der Grafen von Barcelona, bis sie im 14. Jahrhundert an das Kloster Santa Maria de l’Estany verkauft wurden. In der Folgezeit entbrannte ein heftiger Streit über die Besitzrechte, in dessen Verlauf der Vierungsturm der Klosterkirche in Teilen zerstört wurde.

## Sehenswürdigkeiten
Santa Maria d’Oló

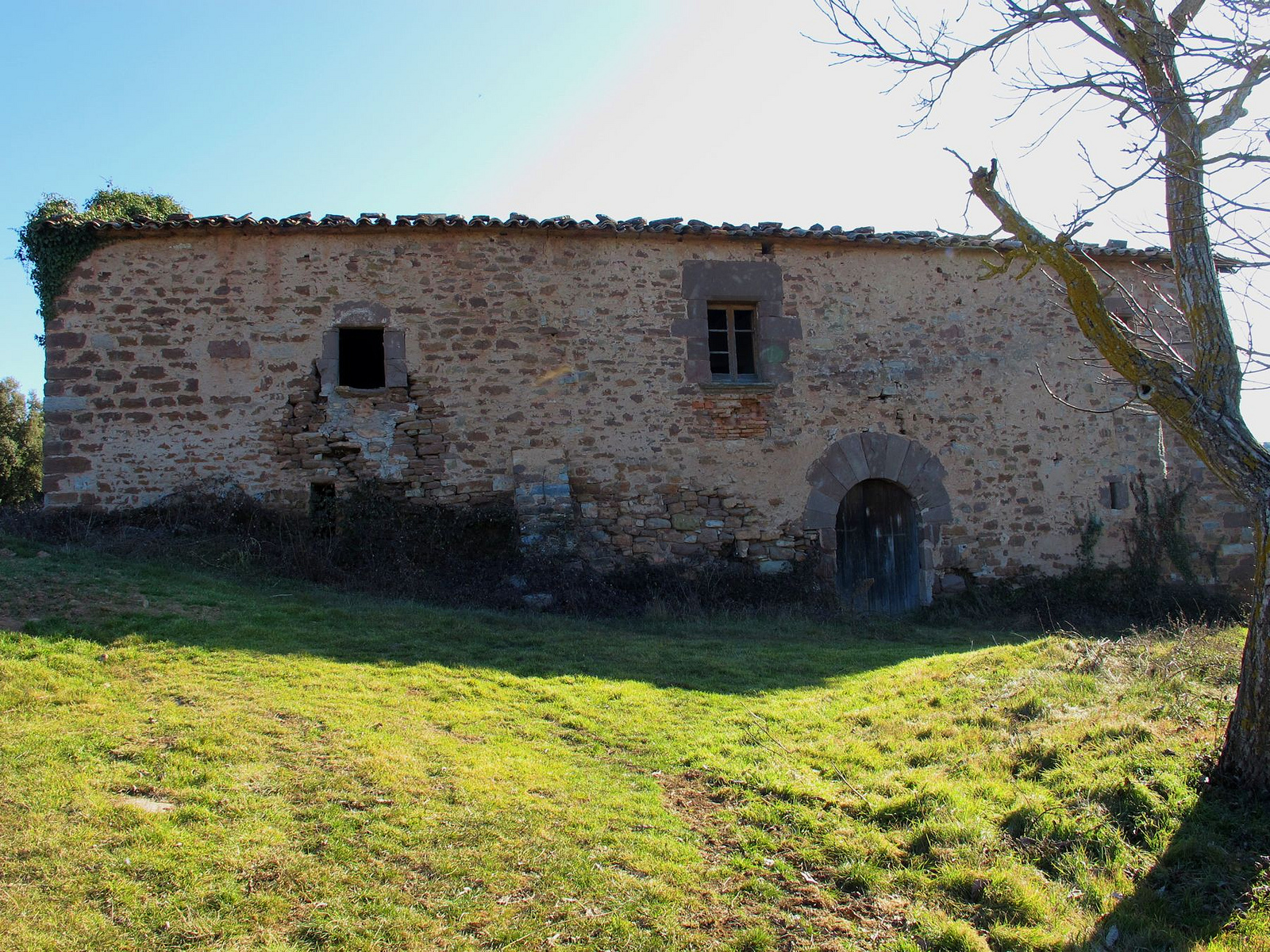
Masia de Cal Sant Miquel

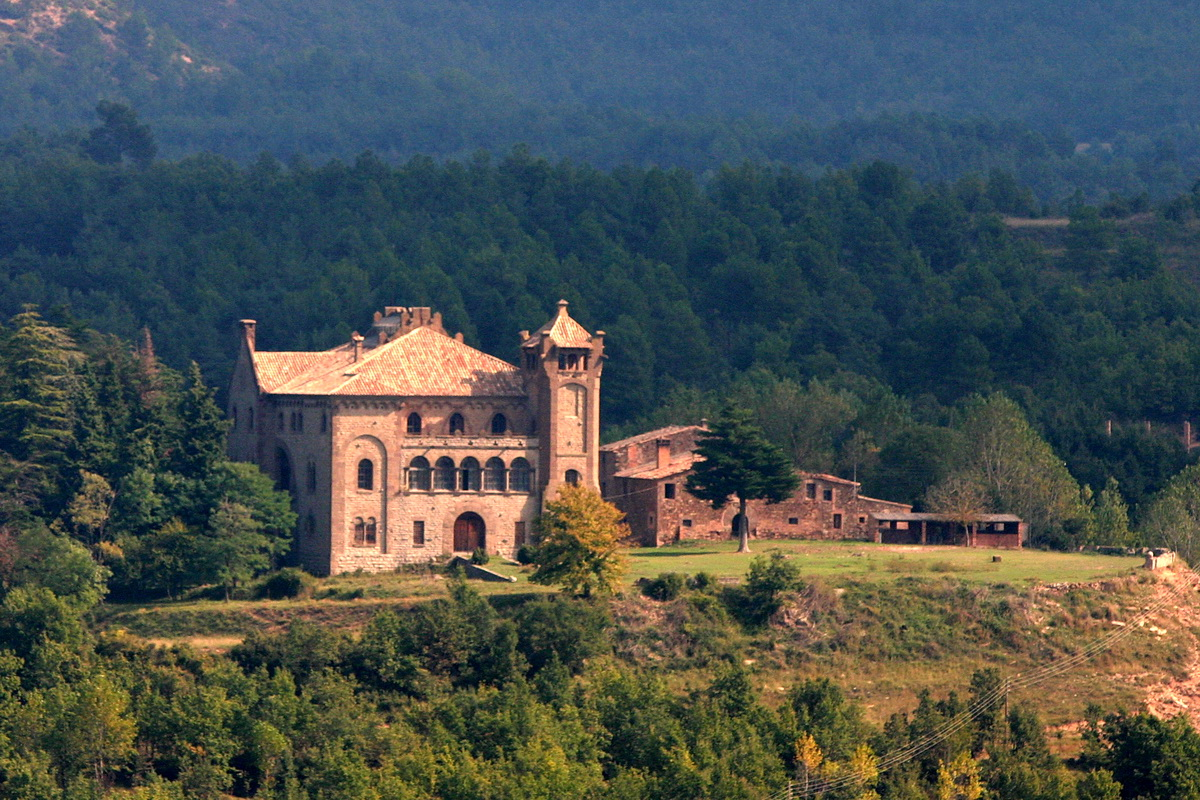
Masia Rocabruna

- Von den beiden mittelalterlichen Burgen (Castell d'Aguiló und Castell d’Oló) sind nur noch spärliche Reste erhalten.
- Die aus Bruchsteinen erbaute und deshalb altertümlich wirkende Kirche Santa Maria stammt aus dem 18. Jahrhundert.
- Viele Gebäude des Ortes sind jüngeren Datums – darunter auch die in den Jahren 1950 bis 1963 erbaute modern wirkende Kirche.
- In der Umgebung des Ortes befinden sich mehrere einzeln stehende Gutshöfe (masies) aus verschiedenen Epochen und in unterschiedlichem Erhaltungszustand.
- Die kleine Kapelle oder Einsiedlerkirche Sant Miquel d'Oló ist ca. anderthalb Kilometer vom Ort entfernt und befindet sich in einem ruinösen Zustand.

Sant Feliuet de Terrassola
- Die ehemals dreiapsidiale romanische Kirche Sant Feliuet wurde im 18. Jahrhundert umgestaltet und teilweise in einen Gutshof (masia) integriert.

Vilanova
- Die kleine Rundkirche Sant Jaume stammt noch aus dem 11. Jahrhundert und ist – neben der deutlich imposanteren von Sallent de Llobregat – das einzige Beispiel für diese Art von Kirchen in Katalonien.

Vilarassau
- Die kleine romanische Pfarrkirche des Ortes wird im Westen von einem Glockengiebel (espadanya) überhöht.

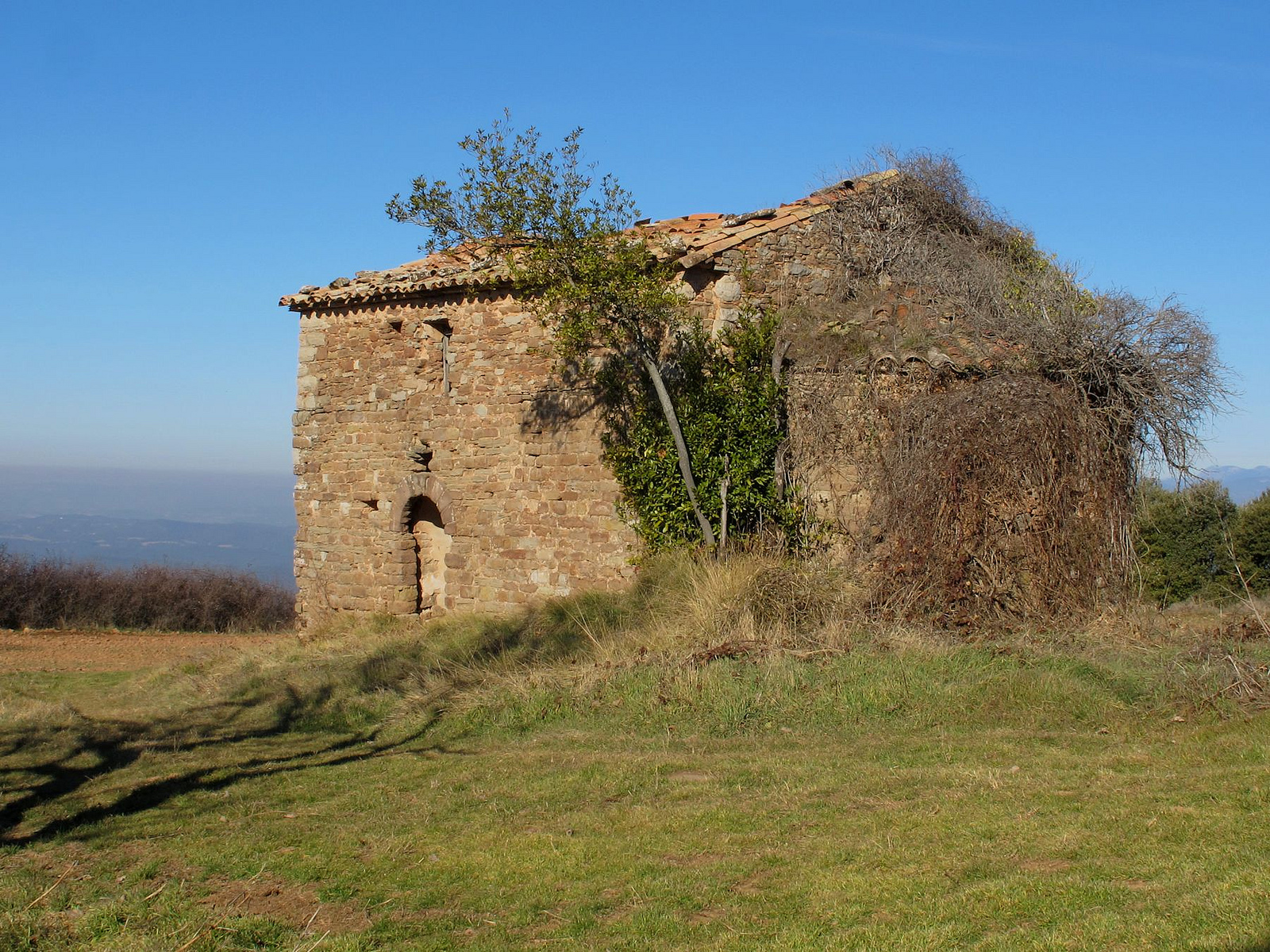
Sant Miquel d'Oló
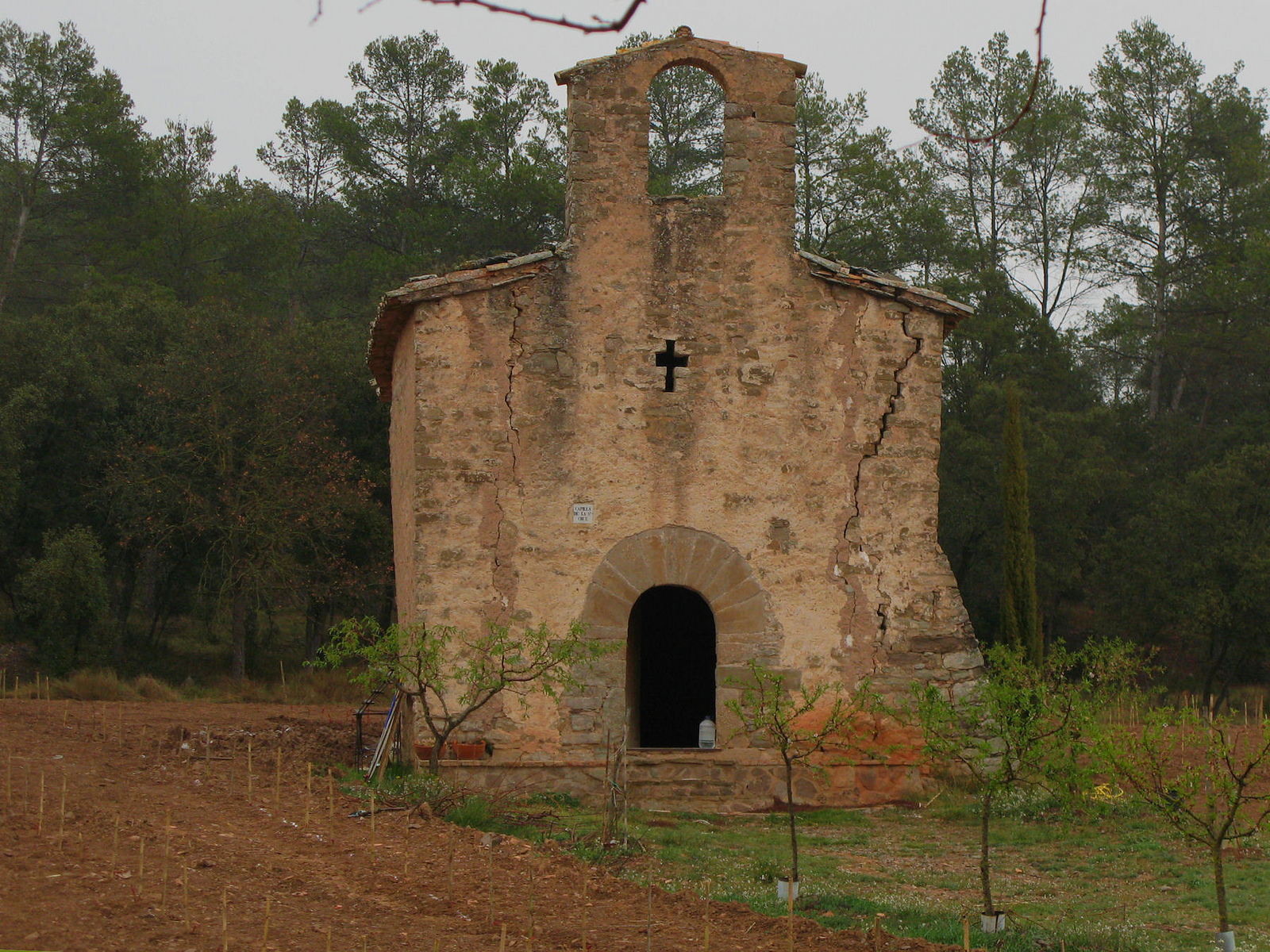
Santa Creu de la Plana
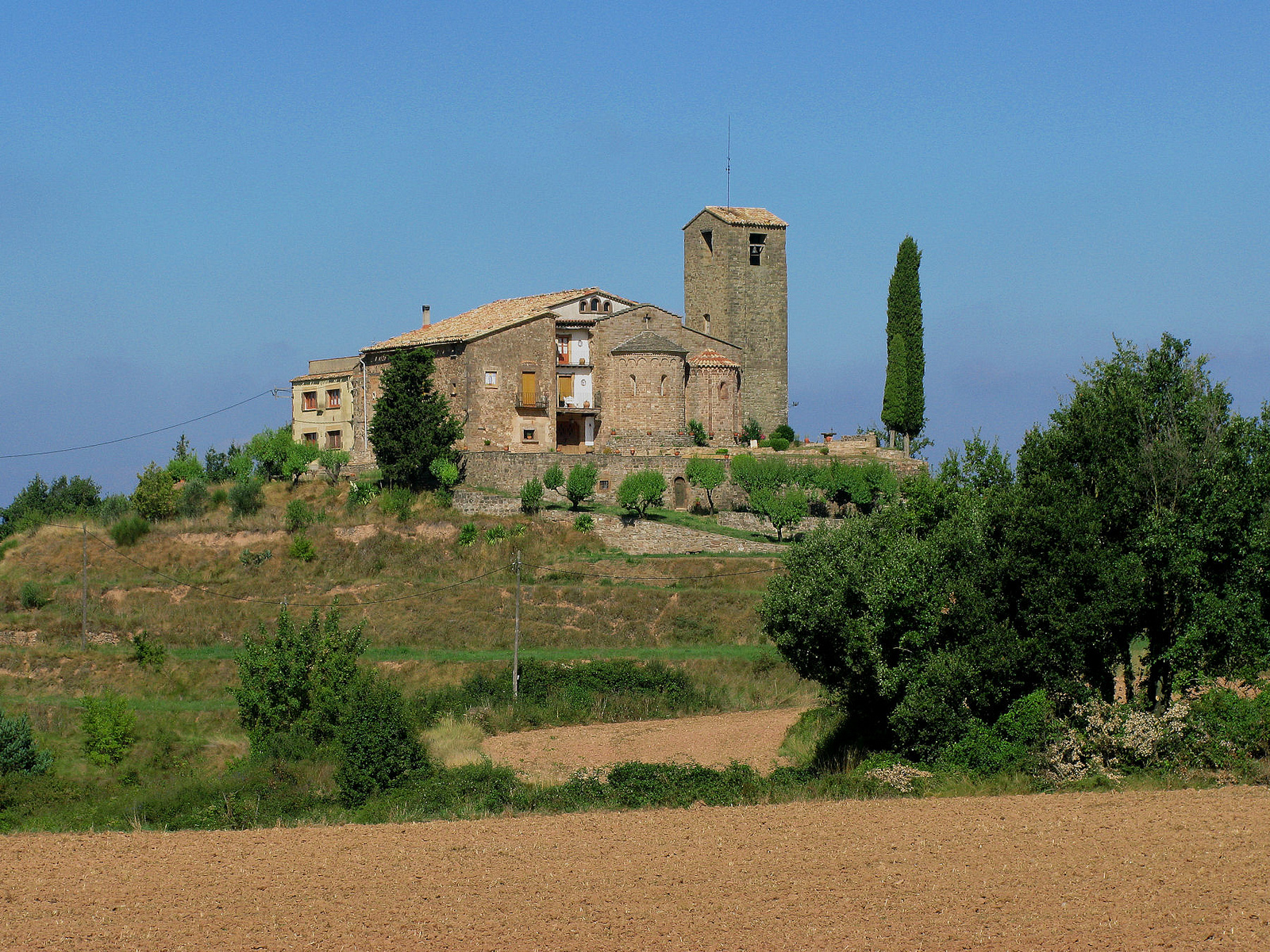
Sant Feliuet de Terrassola
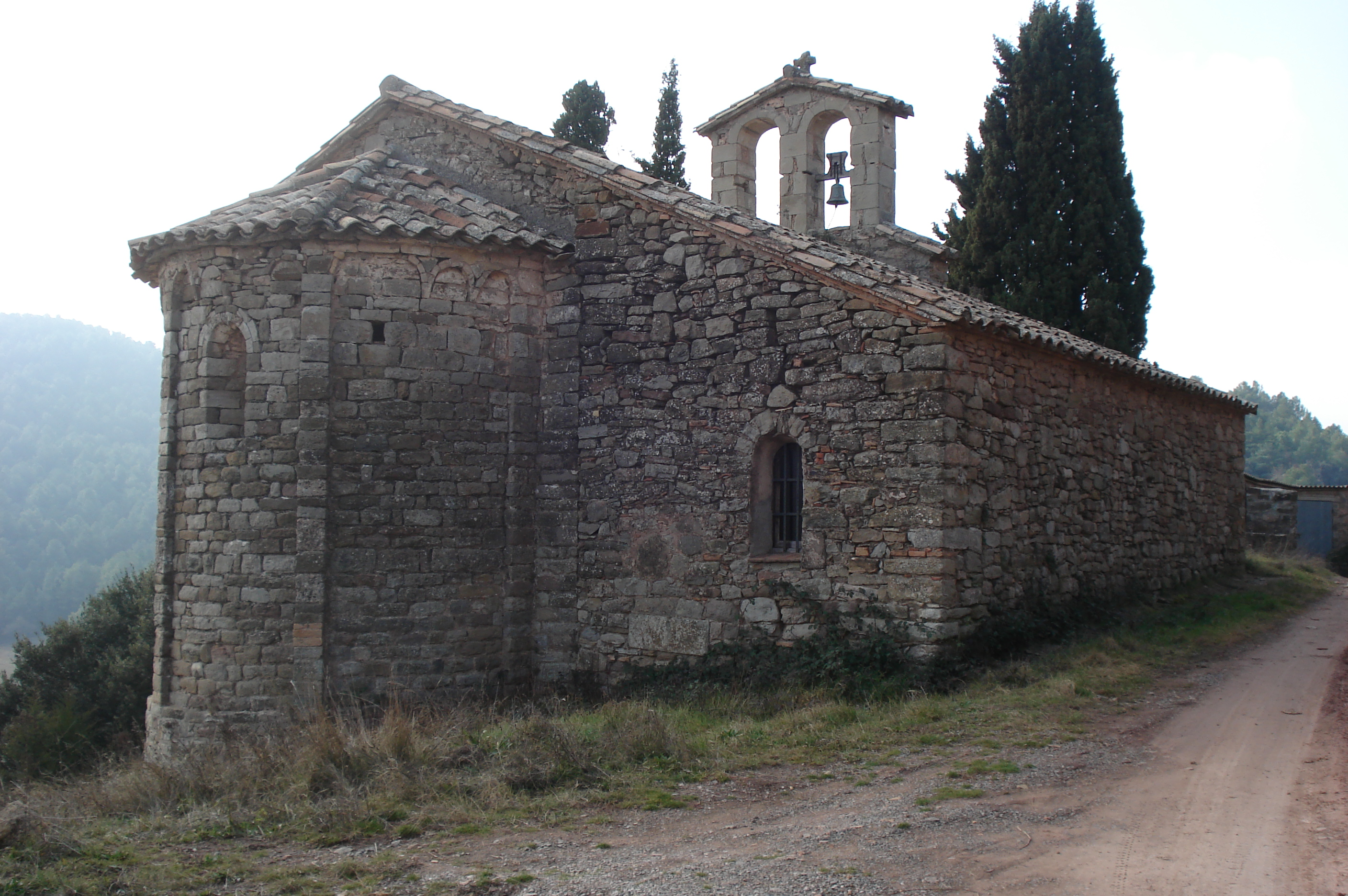
Sant Vicenç de Vilarassau
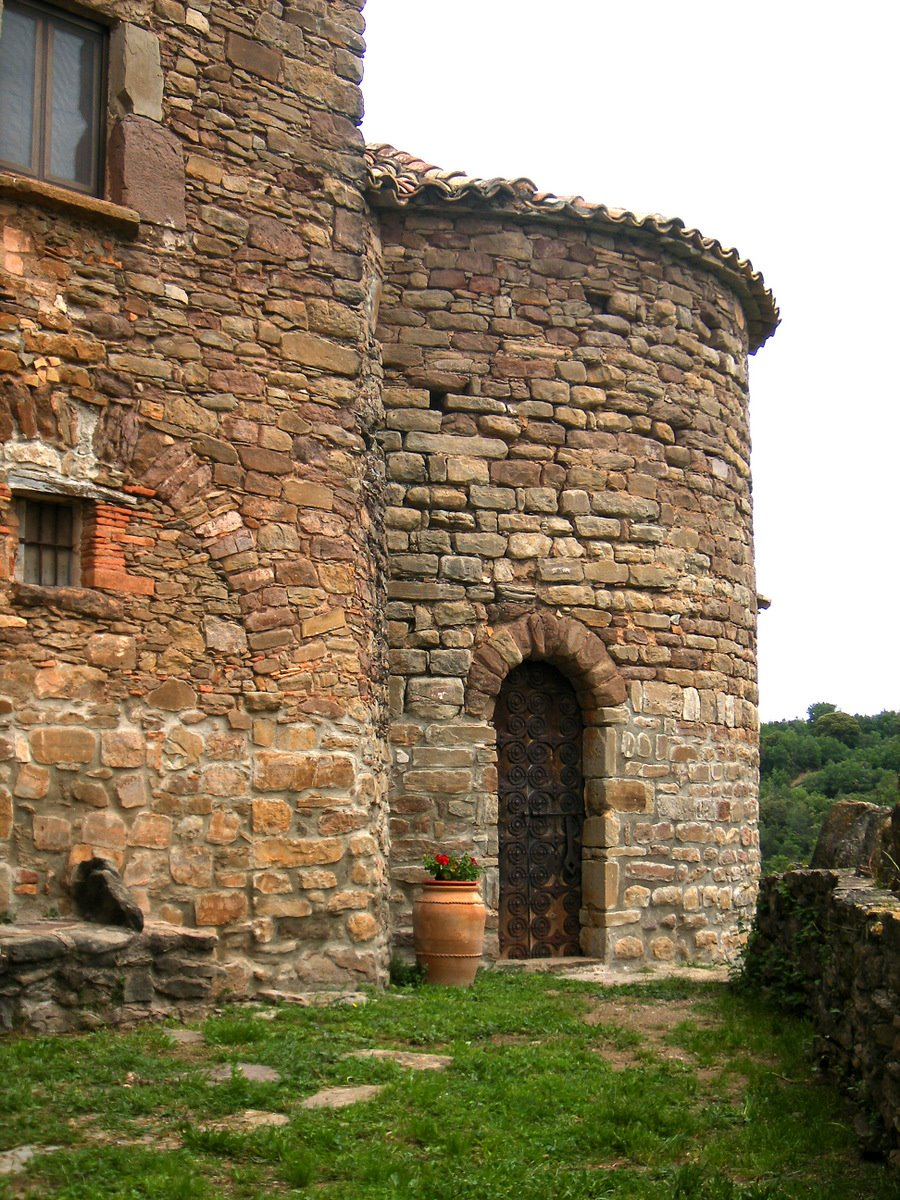
Sant Jaume de Vilanova